# Mesure des poissons
La mesure des poissons (Fish measurement) est le recueil de diverses dimensions de spécimens de poissons, leur longueur ou celle de diverses parties de leur anatomie. Ces données sont utilisées dans de nombreux domaines de l'ichtyologie, y compris la taxonomie et la biologie des pêches.

## Longueurs totales
- La longueur standard (SL) est la longueur d'un poisson mesurée de la pointe du museau à l'extrémité postérieure de la dernière vertèbre ou à l'extrémité postérieure de la partie médio-latérale de la plaque hypurale. En termes simples, cette mesure exclut la longueur de la nageoire caudale (queue)[1].
- La longueur totale (TL) est la longueur d'un poisson mesurée de la pointe du museau à la pointe du plus long lobe de la nageoire caudale, généralement mesurée avec les lobes comprimés le long de la ligne médiane. C'est une mesure en ligne droite[2].

Les mesures de longueur standard sont utilisées avec les Teleostei (la plupart des poissons osseux), tandis que les mesures de longueur totale sont utilisées avec Myxini (myxine), Petromyzontiformes (lamproies) et (généralement) Elasmobranchii (requins et raies), ainsi que certains autres poissons.
Les mesures de longueur totale sont utilisées dans les réglementations relatives aux limites de créneaux horaires et à la taille minimale des débarquements.
De plus, les biologistes des pêches utilisent souvent une troisième mesure chez les poissons à queue fourchue : la longueur à la fourche (FL) est la longueur d'un poisson mesurée de la pointe du museau à l'extrémité des rayons de la nageoire caudale moyenne et est utilisée chez les poissons dans lesquels il est difficile de dire où se termine la colonne vertébrale.

## Autres mesures
D'autres mesures qui peuvent être prises comprennent la longueur des diverses nageoires, la longueur des bases des nageoires, la longueur du museau à divers points du corps et le diamètre de l'œil.

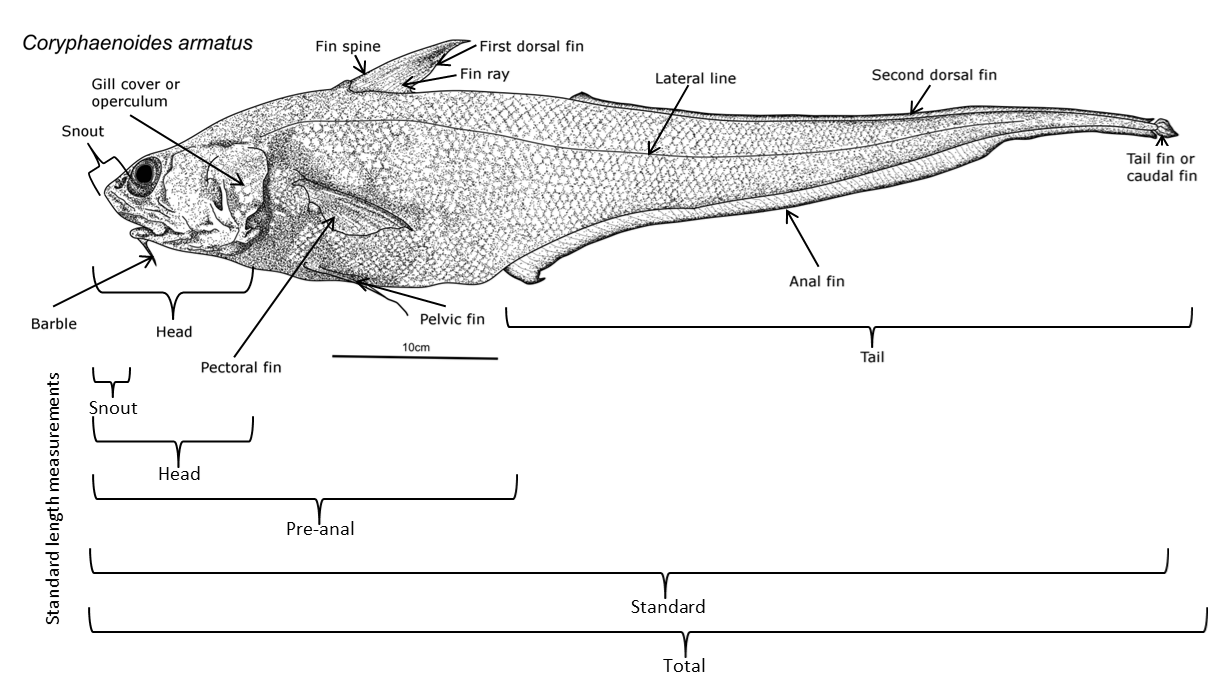
Grenadier abyssal

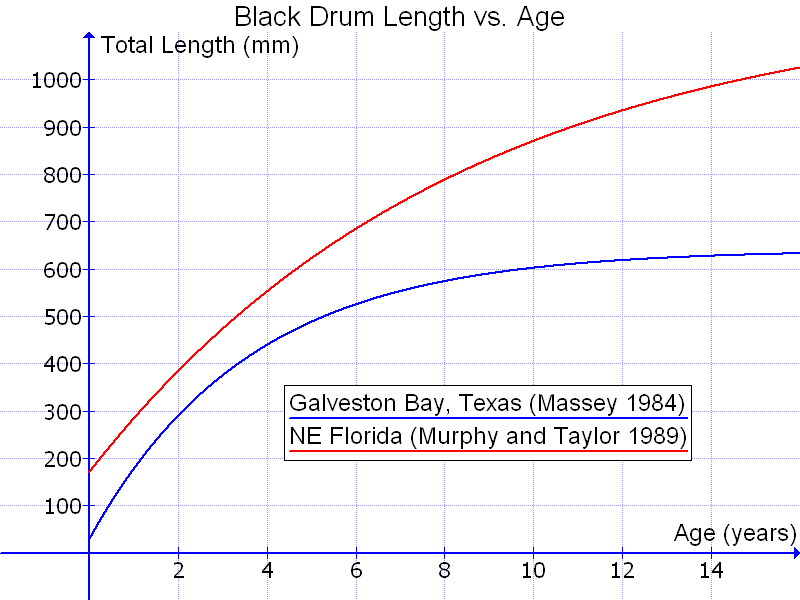
Black drum
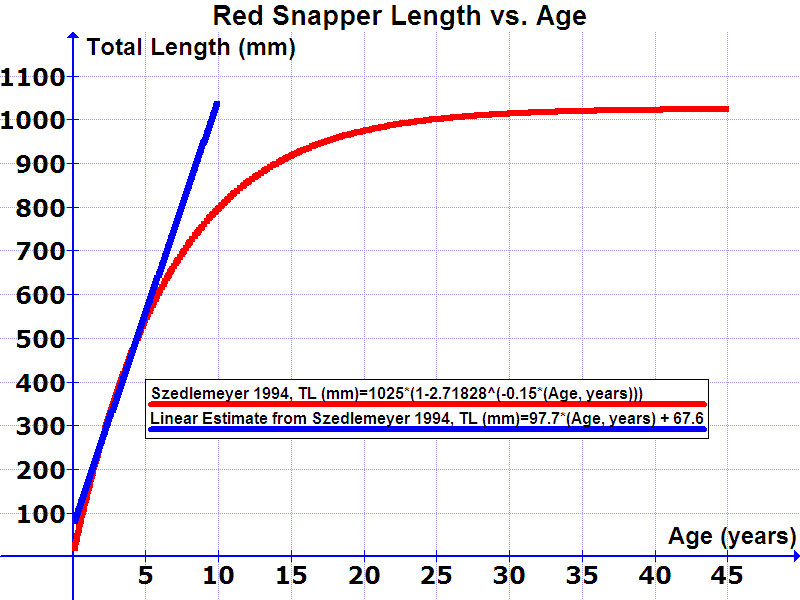
Vivaneau rouge

## Voir également
- Liste des plus gros poissons